# 3370 Kohsai
3370 Kohsai este un asteroid din centura principală, descoperit pe 4 februarie 1934, de Karl Reinmuth.